# Mille fois bravo
Pour les articles homonymes, voir Mille.
Singles de Mireille Mathieu
C'est dommage
(1971) Le casse
(1971)
Pistes de Bonjour Mireille
Acropolis Adieu Paris un Tango
 Mille fois bravo est une chanson de la chanteuse française Mireille Mathieu sorti en 1971. Sur le même 45 tours se trouve la célèbre chanson de Mireille Acropolis Adieu (écrit et composé par Catherine Desage et Christian Bruhn) qui a une version allemande Akropolis Adieu. En 1971, le 45 tours s'est vendu entre 250 000 et 500 000 exemplaires

## Thème de la chanson
Une femme reproche de lui avoir joué la comédie de l'amour. Elle lui dit de casser et d'aller jouer son rôle ailleurs, rôle qu'il connaît par cœur.